# Oranienburg
Oranienburg település Németországban, azon belül Brandenburgban. Lakosainak száma 48 492 fő (2023. december 31.). Oranienburg Hohen Neuendorf, Mühlenbecker Land, Oberkrämer, Velten, Birkenwerder, Löwenberger Land, Liebenwalde és Leegebruch községekkel határos.

## Népesség
A település népességének változása:
| Lakosok száma | 43 526 | 43 982 | 44 512 | 45 492 | 46 555 | 47 752 | 48 492 |
|               | 2015   | 2017   | 2019   | 2020   | 2021   | 2022   | 2023   |

## Híres emberek

### A városban dolgozott és halt meg
- Friedrich Ferdinand Runge (1794-1867) német kémikus.

### A város szülötte
- Carl Hempel (1905-1997) német filozófus.
- Walther Bothe (1891-1957) Nobel-díjas német fizikus.